# Spedizione romana alle sorgenti del Nilo
La spedizione romana alle sorgenti del Nilo fu promossa da Nerone per scoprire da dove avesse origine il grande fiume africano. Fu condotta tra il 62 e il 67 d.C. da alcuni centurioni che risalirono il Nilo verso l'Africa centrale. Essa fa parte di un insieme di spedizioni, condotte tra il 19 a.C. e l'86 d.C., volte all'esplorazione e all'acquisizione del controllo delle vie carovaniere attraverso il Sahara, che garantivano il commercio tra la costa mediterranea e l'Africa subsahariana; tra queste si ricorda la spedizione romana verso il Lago Ciad e il fiume Niger. La penetrazione romana nell'Africa subsahariana fu superata solo dall'espansione islamica, tra l'VIII e il XVI secolo, e poi da quella delle potenze europee nel XIX secolo.

## Caratteristiche
Secondo la maggior parte degli studiosi, la spedizione ebbe carattere esplorativo. Intorno al 62 d.C., Seneca scrisse che Nerone aveva mandato alcuni legionari verso la città di Meroe, capitale del Regno di Kush (Nubia), al fine di esplorare tutto il Nilo a sud di quella capitale. Questa spedizione fu voluta dall'imperatore romano per ottenere informazioni sull'Africa equatoriale e sulle sue possibili ricchezze.
Un'altra spedizione, registrata da Plinio il Vecchio nel 67, era probabilmente finalizzata a raccogliere informazioni per un'eventuale conquista del Regno di Kush da parte di Nerone. Tuttavia, secondo la maggior parte degli studiosi, vi è la concreta possibilità che le due spedizioni siano in realtà la stessa. Questa spedizione fu la prima nella storia a partire dall'Europa verso l'Africa equatoriale. Probabilmente durò diversi mesi, oltrepassando prima le paludi sudanesi, chiamate Sudd, durante la stagione secca, e poi raggiungendo la zona del nord Uganda.

## Riferimenti storici
Sia Seneca sia Plinio accennano, nelle loro opere, a spedizioni inviate da Nerone in Etiopia, nome con cui i Romani identificavano tutte le terre a sud dell'Egitto lungo il corso del Nilo. Seneca, in particolare, parla di una missione esplorativa volta a raggiungere la sorgente del fiume.

### Seneca
Nelle Naturales quaestiones (del 65 d.C. circa), Seneca dedica un trattato alla descrizione del corso e delle variazioni di portata del Nilo, il De Nili incremento, nel quarto libro. È tuttavia nel trattato sui terremoti, De terrae motu, presente nel sesto libro, che accenna a una spedizione che Nerone avrebbe inviato nel 61 d.C. per esplorare la sorgente del Nilo (ad investigandum caput Nili). Seneca riporta la testimonianza di due centurioni che parteciparono alla spedizione, che raggiunse una zona con vaste paludi a tratti impenetrabili, percorsa da un fiume di dimensioni considerevoli, da loro identificato con il Nilo, che sgorgava tra le rocce. A Seneca non sembra interessare se la spedizione abbia identificato o meno la vera sorgente del fiume, ma utilizza la testimonianza resa dai due soldati solo a conferma dell'esistenza delle acque sotterranee, che sta presentando come una delle possibili cause dei terremoti. Afferma infatti che il fiume descritto non possa che sgorgare da un enorme lago sotterraneo.
Seneca fornisce inoltre un secondo dettaglio: la spedizione ricevette aiuto da un re di Etiopia e, attraverso di lui, dai re dei paesi vicini (cum a rege Aethiopiae instructi auxilio commendatique proximis regibus penetrassent ad ulteriorem).
In un articolo del 1996 pubblicato sul mensile Nigrizia, Giovanni Vantini, studioso appartenente all'ordine dei padri comboniani, ha identificato in Meroe la città in cui i Romani incontrarono il re di Etiopia, e ha interpretato la descrizione della palude resa dai centurioni come un chiaro riferimento al Lago No, formato dalla confluenza del Bahr el-Ghazal con il Nilo Bianco.
Per Vantini,  inoltre, non sarebbe da escludere che la spedizione sia arrivata anche in territorio ugandese, interpretando come un riferimento alle cascate Murchison, note in passato come Kabalega, il seguente passaggio riportato da Seneca: "Ibi, inquit, vidimus duas petras, ex quibus ingens vis fluminis excidebat" ("Abbiamo visto due rocce, dalle quali la forza del fiume fuoriusciva con potenza"). Le cascate, con un salto di circa 50 metri, si trovano in prossimità del Lago Alberto e sono formate da un ramo del Nilo Bianco emissario del Lago Vittoria. Le intuizioni di Vantini sono state riprese da Gianpaolo Romanato nella sua biografia di Daniele Comboni.

### Plinio il Vecchio
Dopo alcuni anni, nel 70 d.C., Plinio il Vecchio scrisse di una spedizione di Nerone in vista di una guerra di conquista in Etiopia, richiamando una precedente spedizione inviata da Publio Petronio, prefetto dell'Egitto durante il regno di Augusto, volta alla conquista della città di Meroe (a 200 km a nord dell'odierna Khartum). Plinio descrive con relativa accuratezza il percorso della spedizione, gli antefatti, le città espugnate e le distanza percorse, permettendo di confrontare la spedizione neroniana con quella augustea. In particolare, alcune informazioni fornite da Seneca trovano conferma nell'opera di Plinio.

## Viaggio successivo di Diogene
Il resoconto della spedizione era sicuramente noto ai mercanti greci e romani che risiedevano in Egitto, tant'è che Diogene, un mercante greco-romano vissuto tra il 70 e il 130 d.C., di ritorno da uno dei suoi viaggi, veleggiò lungo il Sinus Arabicus (il Mar Rosso) e, dopo avere toccato Adulis e Rhapta, marciò verso l'interno del continente, fino a due grandi laghi dietro i quali si ergevano montagne innevate, da dove pensò nascesse il Nilo. Egli chiamò rispettivamente "Monti della Luna" le vette innevate dei monti Meru e del Kilimangiaro, "Laghi della Luna" il Lago Vittoria, il Lago Eyasi e il Lago Natron, e "Altopiani della Luna" quelli dei territori corrispondenti all'attuale Parco nazionale del Serengeti.
Anche Marino di Tiro raccontò la storia del viaggio di Diogene, così come Claudio Tolomeo, il quale attestò che al centro del continente africano vi erano sicuramente quei grandi laghi alimentati dalle "Montagne della Luna", dai quali usciva il Nilo.
La Geographia di Tolomeo fu tradotta in latino una prima volta in epoca umanistica da Iacopo d'Angelo da Scarperia.